# Erdőhorváti
Erdőhorváti község Borsod-Abaúj-Zemplén vármegyében, a Sárospataki járásban.

## Fekvése
A Zempléni-hegységben, ezen belül is a Tokaji borvidéken, a Tolcsva-patak völgyében helyezkedik el, a megyeszékhely Miskolctól körülbelül 70 kilométerre északkeletre, a legközelebbi várostól, Sárospataktól 20 kilométerre nyugatra.
A szomszédos települések: észak felől Háromhuta, kelet felől Komlóska, dél felől Tolcsva, délnyugat felől Olaszliszka és Erdőbénye, nyugat felől Baskó, északnyugat felől pedig Mogyoróska.

### Megközelítése

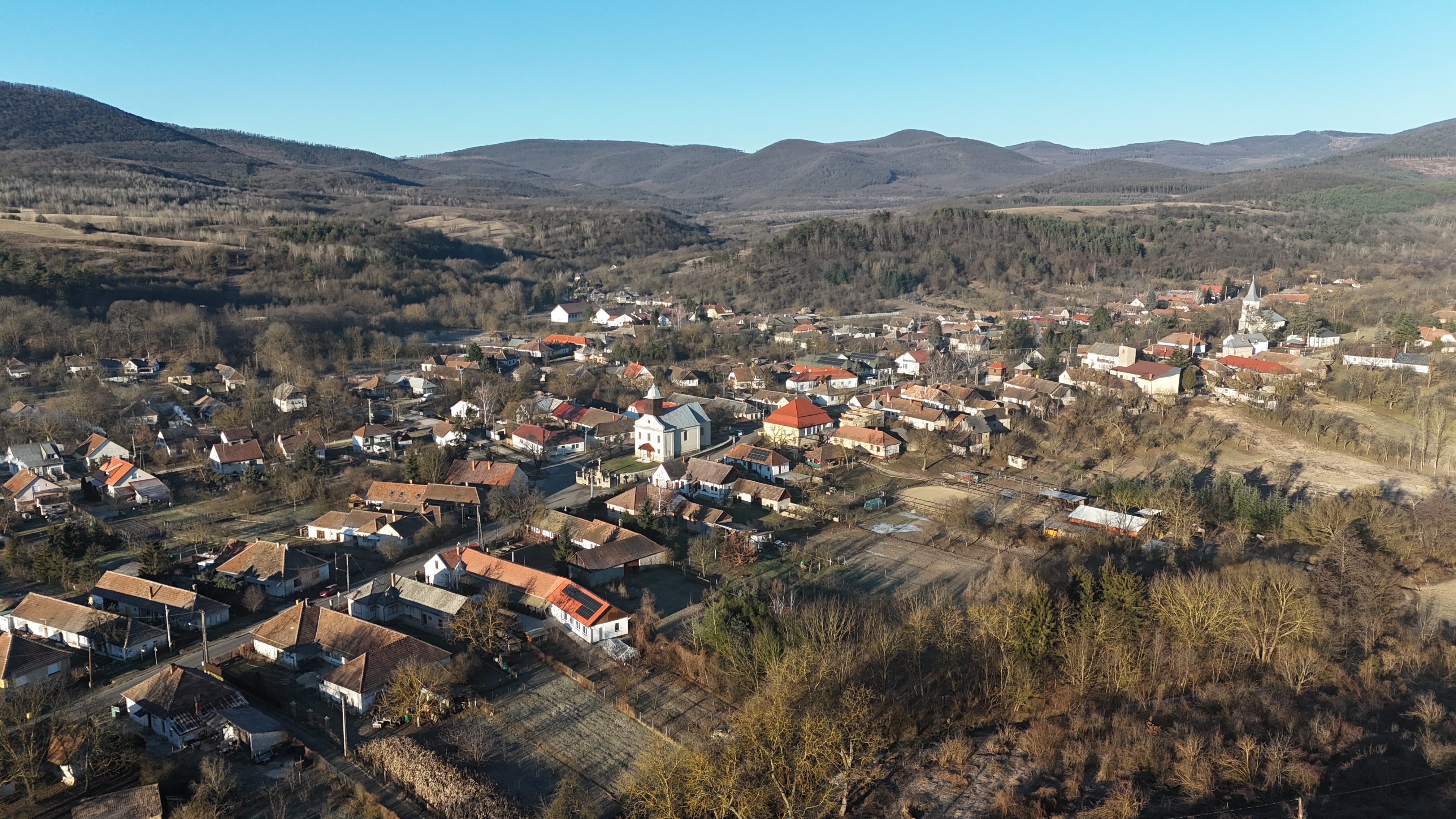
Erdőhorváti a Zempléni-hegység szívében

Csak közúton közelíthető meg, Tolcsva vagy Háromhuta (Óhuta) érintésével, a Zempléni-hegységet keresztülszelő 3716-os úton. Utóbbiból a központjában ágazik ki a 37 134-es számú mellékút, mely a zsákfalunak tekinthető Komlóskára vezet.

## Története
A települést a tatárjárás után említik először, de nagy valószínűséggel már korábban is állt. Nem állnak rendelkezésre pontos adatok arra vonatkozóan, hogy ezen a területen ki lehettek az első lakók, azonban az Erdőhorváti Várhegy csúcsán található várrom maradványai között Kelta kori leleteket találtak. Ebből következően valószínűsíthető, hogy a település története visszanyúlik a Honfoglalás előtti időkre.

### Első írásos emlékek
Erdőhorvátit első alkalommal írott formában az Anjou–kori Oklevéltár. XXVI. 1342. dokumentumban találhatjuk egy összetett királyi birtokper kapcsán. A perben az alperes védelmét egy erdőhorváti ügyvéd látja el.
1341-ben Dubou fiai, Miklós, Jakab és Balázs jogi képviseletet alkalmaztak, hogy megidézzék Domokos-t egy birtokügyben. A per 1328-ra nyúlik vissza, amikor Domokos elismerte, hogy visszafizeti a Dobou-nak elzálogosított birtokért kapott 25 aranyforintot. Később további 12 aranyforinttal növelték az összeget. Domokos azonban nem fizetett és több idézésre sem jelent meg. Horwathy-i István fia Pál, Domokos képviselője, későbbi időpontokban próbálta elhalasztani a tartozások kifizetését. Végül Domokos többször is távol maradt a királyi jelenléttől szóló idézésekről, ami miatt büntetésbe esett. A történet 1342-ben zárul, amikor Pál c. felszólítja a Jazou-i konventet, hogy intézkedjenek Domokos tartozásának rendezéséről.
Más korabeli írásos emlékekben említik még Horuath néven is.
További írott emlék maradt fenn 1353-ból a településről, a pálosok ekkor építettek itt zárdát a Canonica Visitatio 1814. évi adatai szerint. E zárda romjai még a 15. században is láthatók voltak, de napjainkban már nem azonosíthatóak.
1398-ban Horváthyként említették, ekkor Debreő István és fiai voltak birtokosai.

### Rákócziak
1647-ben I. Rákóczi György nejének, Lorántffy Zsuzsannának birtoka volt, ő kapott rá királyi adományt. A Rákóczi birtok elkobzása után a királyi kamaráé lett.
Később több birtokos váltotta itt egymást: herceg Bretzenheim, herceg Trautson, báró Beust, majd báró Beust Hedviga révén báró Waldbot Frigyes birtoka lett.

## Címere
Az Erdőhorváti település címerének eredetével kapcsolatban részletes információk nem maradtak fenn, ezért ennek hiányában, a címer szimbólumainak jelentése csak feltételezhető. A címer a zöld és bézs színkombinációval büszkélkedik, központi elemeként egy stilizált várat ábrázolva, amely egy nagy toronnyal, két kisebb csúccsal és két kapuval rendelkezik. A vár, kőből készült hatást keltve, barna tetővel és sötétzöld háttéren tűnik fel, míg az alsó részén egy egyszerű, de mégis elegáns zöld mező helyezkedik el. Az embléma alatt egy zöld szalagon fehér betűkkel olvasható az "ERDŐHORVÁTI" felirat. A címer klasszikus, elegáns megjelenésű, hagyományos címerforma követésével.
A címer központi motívuma, a vár, amely az erdőhorváti környékbeli történelmi erődítményekre utalhat, ilyen lehet a Komlóska határában lévő Solymos vára, vagy a tolcsvai határban lévő Várhegyen egykoron álló kelta-kori erődítmény.
A zöld szín gyakran a természettel, mezőgazdasággal és a földi kapcsolatokkal hozható összefüggésbe, ami Erdőhorváti természeti gazdagságára, erdőgazgadsági, borgazdasági és mezőgazdasági jellegére utal. A címer alatti szalag a hagyományos heraldikai elemek közé tartozik, és a település nevének kiemelése a büszkeség és az összetartozás érzetét erősíti.
A címeren szereplő vár vagy erődítmény megjelenése szimbolikusan arra is utalhat, hogy Erdőhorvátinak jelentős szerepe volt a védelemben, vagy stratégiailag fontos helyet foglalt el a múltban. Kiemelkedő védelmi szerepére találunk adatok a tatárjárás, és a Rákóczi-szabadságharc idejéből. A címer egyszerű stílusa összhangban lehet a település hagyománytiszteletével, illetve a közösség egyszerű, de erős identitásával.
A címer zöld színtere mögött a vár megjelenése a közösség és a természeti környezet közötti szoros kapcsolatra is utalhat, különösen, mivel Erdőhorváti erdős területeken fekszik, a zöld szín a páratlan erdei örökséget, dús vegetációt, és a Tokaj-Hegyaljai szőlőgazdasági területeket is képviseli.
A címer két kapuja a vendégszeretetet és a nyitottságot szimbolizálhatja, jelezve, hogy a település fontos kereskedelmi és tranzitpont volt a múltban, ahol kultúrák, vallások, csoportok találkoztak. A fekete csúcsok az erőt és állóképességet jelképezhetik, amelyek a vár tornyainak tetején helyezkednek el, a védelem és stabilitás szimbólumaiként.

## Közélete

### Polgármesterei
- 1990–1994: Orosz László (független)[6]
- 1994–1998: Soltész Árpád (független)[7]
- 1998–2002: Soltész Árpád (Zempléni Településszövetség)[8]
- 2002–2006: Soltész Árpád (független)[9]
- 2006–2010: Soltész Árpád (független)[10]
- 2010–2014: Takács Gábor (független)[11]
- 2014–2019: Takács Gábor (független)[12]
- 2019–2024: Takács Gábor (független)[13]
- 2024– : Tóth László (független)[1]

## Népesség

### XIX. század végén
Erdőhorváti népessége a XIX. század végén páratlan multikulturális mozaikként tündökölt. Lakossága, mintegy 1400 fő körül alakult, egy színes és sokszínű közösséget alkotott, melyet különböző kultúrák, foglalkozások és hitvilágok gazdagítottak. A falu népességének legnagyobb kisebbségi nemzetiségét a horvát nemzetiségű lakosok tették ki, akik a lakosság közel 2,5%-át képviselték. E mellett a német kisebbség is jelen volt, körülbelül 1%-os arányban, valamint a szlovák nemzetiségi közösség tagjai is megtalálhatóak voltak.
Ez a sokféleség békés együttélésben nyilvánult meg, ahol a különböző kultúrák találkozása jelentős hatást gyakorolt a helyi nyelvre, gasztronómiára és szokásokra. Erdőhorváti nem csak etnikai, hanem vallási sokszínűségben is bővelkedett. A falu lakosságának több mint 86%-a vallásos volt, és számos vallási közösséget foglalt magában, mint például a római katolikusokat, görög katolikusokat, reformátusokat, zsidókat, ortodox keresztényeket és evangélikusokat. Ezek a különböző felekezetek nem csupán tiszteletben tartották egymás szokásait, hanem aktívan részt vettek azokban, például egymás ünnepein való megjelenéssel.
Erdőhorváti tehát egy pezsgő, színes és tisztelettel teli közösségként jellemezhető, ahol a különböző kultúrák és vallások harmóniában éltek együtt, gazdagítva egymást és a közösséget.

### Az 1950-es évek
Erdőhorváti történelme a XX. században tragikus fordulatok sorozatát élte meg, amelyek mélyen megrendítették és megváltoztatták a helyi közösség szerkezetét és kultúráját. A két világháború pusztítása különösen súlyosan érintette a falut, jelentős demográfiai és kulturális változásokat okozva.
A két világháború alatt és között a helyi lakosság súlyos veszteségeket szenvedett, különösen a hadviselés korú férfiak körében. A II. világháborúban elhunyt katonák emlékére állított emlékmű, valamint az elhurcolt zsidó közösség emlékét őrző márványtábla ma is tanúskodik ezekről a tragikus eseményekről.

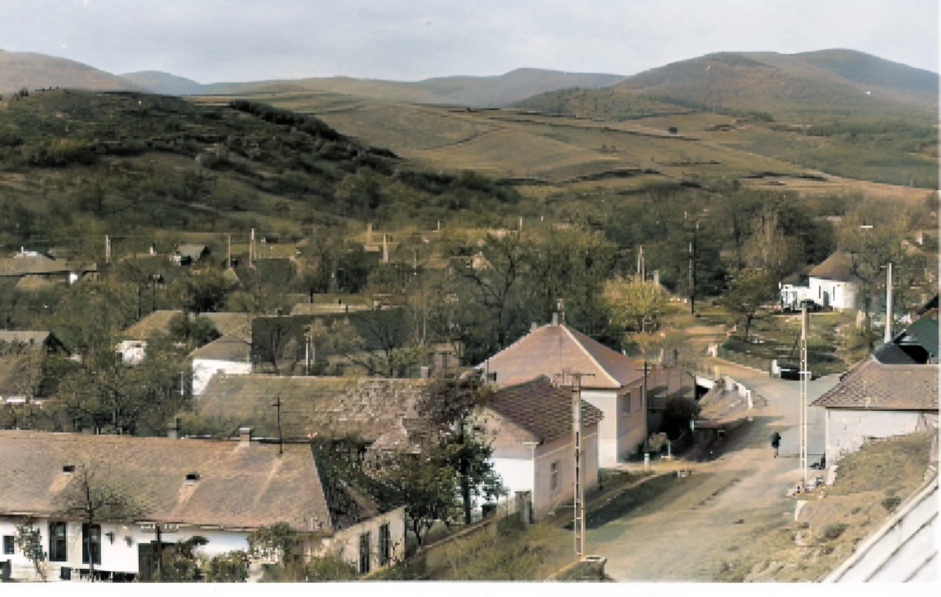
Erdőhorváti az 1960-es években

Az 1950-es évekre a korábban sokszínű etnikai és vallási szerkezet jelentősen egyszerűsödött. A különböző nemzetiségek, köztük a horvátok, németek és szlovákok, valamint a zsidó közösség eltűnt a falu életéből. A vallási sokszínűségből csupán a három legnagyobb felekezet maradt fenn: a római katolikus, a görög katolikus és a református.
A II. világháború idején Erdőhorváti zsidó lakosságát a Sátoraljaújhelyi gettóba szállították, ahol a környékbeli zsidóság tagjaival együtt gyűjtötték össze, majd onnan deportálták őket. Ez a közösség soha többé nem tért vissza a faluba.
A lakosság száma ebben az időszakban 1300-1400 fő között mozgott, azonban ez a szám csökkenésnek indult, ami a kommunizmus időszakában is folytatódott. Az itt maradt lakosok mindennapjaiban mégis megmaradtak a nemzetiségek és a különböző vallási kultúrák nyomai, amelyek a település múltjának emlékeit őrzik.

### Rendszerváltás
A rendszerváltás idején Erdőhorváti, a változás szeleivel együtt, egy új fejezetet nyitott történetében. A település népessége ugyan jelentősen csökkent, 1990-re mindössze 778-an maradtak, ám ez a kisebb, de annál szorosabb közösség új lehetőségeket és kihívásokat hozott magával. Az iparosodás és a városi élet vonzereje sok helyi lakost elcsábított, ám azok, akik maradtak, a természeti kincsekkel teli környezetben megtalálták saját útjukat és lehetőségeiket. A falu, bár népességében megfogyatkozott, továbbra is megőrizte gazdag kulturális és vallási hagyományait.
Különösen érdekes azoknak a kezdeményezése, akik szlovák gyökereiket kutatva ruszin nemzetiségűnek vallották magukat, és napjainkban is aktívan dolgoznak azon, hogy őseik kultúráját életben tartsák. Ez az összetartó erő, az örökség tisztelete és annak ápolása fontos eleme a település identitásának.
A hitélet továbbra is erős maradt, a három fő felekezet – a római katolikusok, a görög katolikusok és a reformátusok – továbbra is meghatározó szerepet töltött be a közösség életében. Ezek a felekezetek nemcsak a hitéletet, hanem a közösségi összetartást és a kulturális életet is gazdagítják.
Erdőhorváti, bár kisebb lett, de egyedi és értékes hely maradt, ahol a múlt és a jelen együtt élnek harmóniában, és ahol a természet és a kultúra együttes ereje inspiráló és támogató környezetet teremt a jövő generációi számára.

### Napjainkban
Erdőhorváti, bár a 2022-es népszámlálás szerint tovább zsugorodott népességgel rendelkezik, még mindig egy színes és élettel teli közösséget képvisel. A településen életvitelszerűen élő 573 fő mellett, további 40-50 fő Erdőhorvátiba jár dolgozni, és tölti ott napja nagyobb részét, ami azt mutatja, hogy a falu még mindig fontos szerepet tölt be a környék életében.
| Lakosok száma | 643  | 635  | 618  | 576  | 537  | 530  | 539  |
|               | 2013 | 2014 | 2015 | 2021 | 2022 | 2023 | 2024 |

A ruszin kisebbségi nemzetiség aktív maradt, a lakosság 6,9%-át ruszinok, 0,6%-át szlovák nemzetiségűek teszik ki. Aktivitásuk hozzájárul a helyi kultúra gazdagságához és sokszínűségéhez. A vallási megoszlás szintén a korábbi színes képet festi: 29,4% római katolikus, 19,2% református, 14,3% görög katolikus, valamint kisebb arányban egyéb keresztények és evangélikusok is jelen vannak. Ez a sokféleség biztosítja, hogy a település hitélete dinamikus és változatos maradjon.
Erdőhorváti, bár kisebb lett, továbbra is egy élénk közösség, ahol az emberek büszkén ápolják hagyományaikat és kultúrájukat. A település lakói az évek során megtanultak alkalmazkodni és megtalálni a helyi környezetben rejlő lehetőségeket. Az ilyen kis közösségek, mint Erdőhorváti, a modern világban különleges értéket képviselnek: összetartást, hagyományok tiszteletét és az egyszerűbb, de gazdagabb életvitelt.

## Nevezetességek

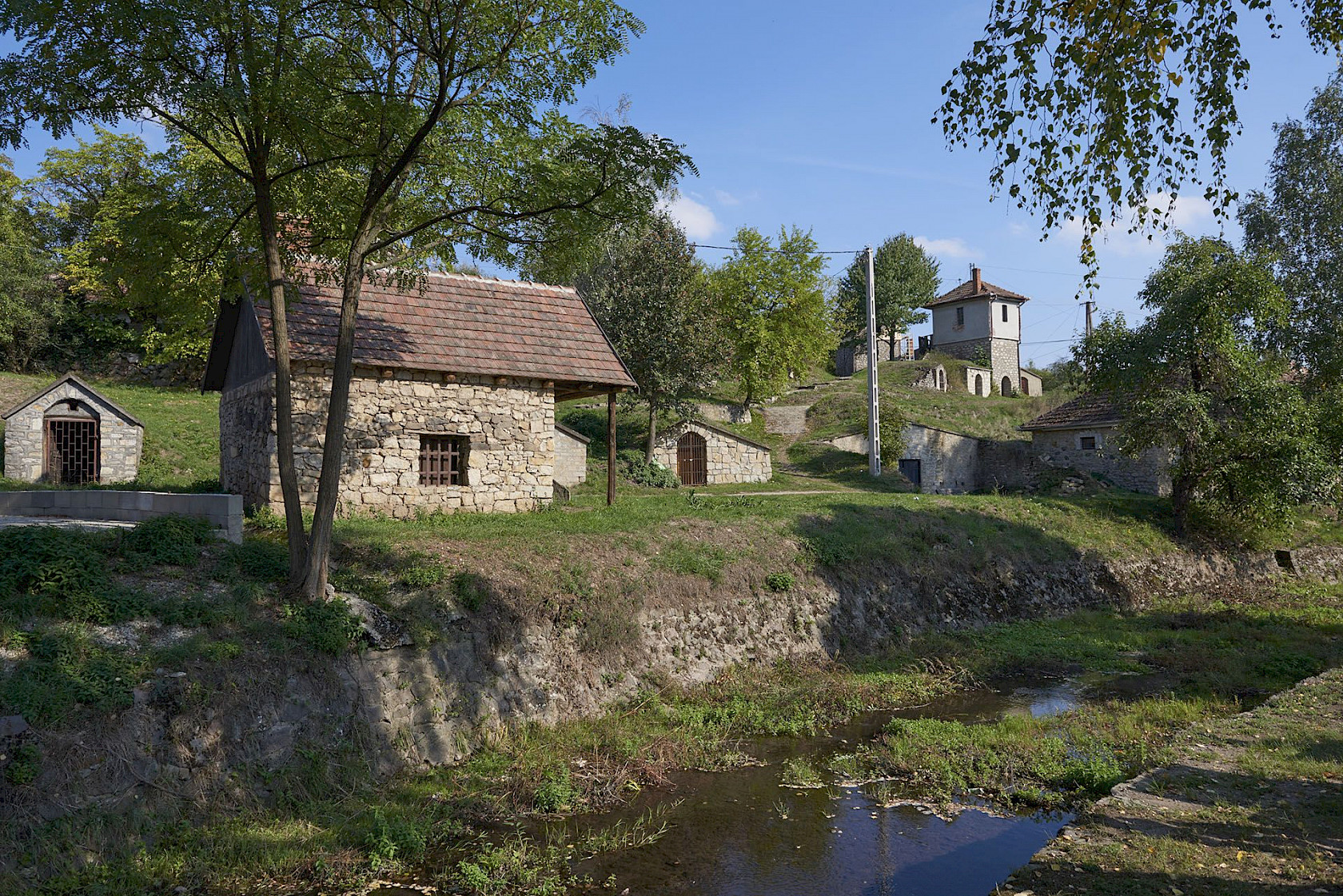
Erdőhorváti pincesor Tokaj-Hegyeljai Világörökségi Borvidék

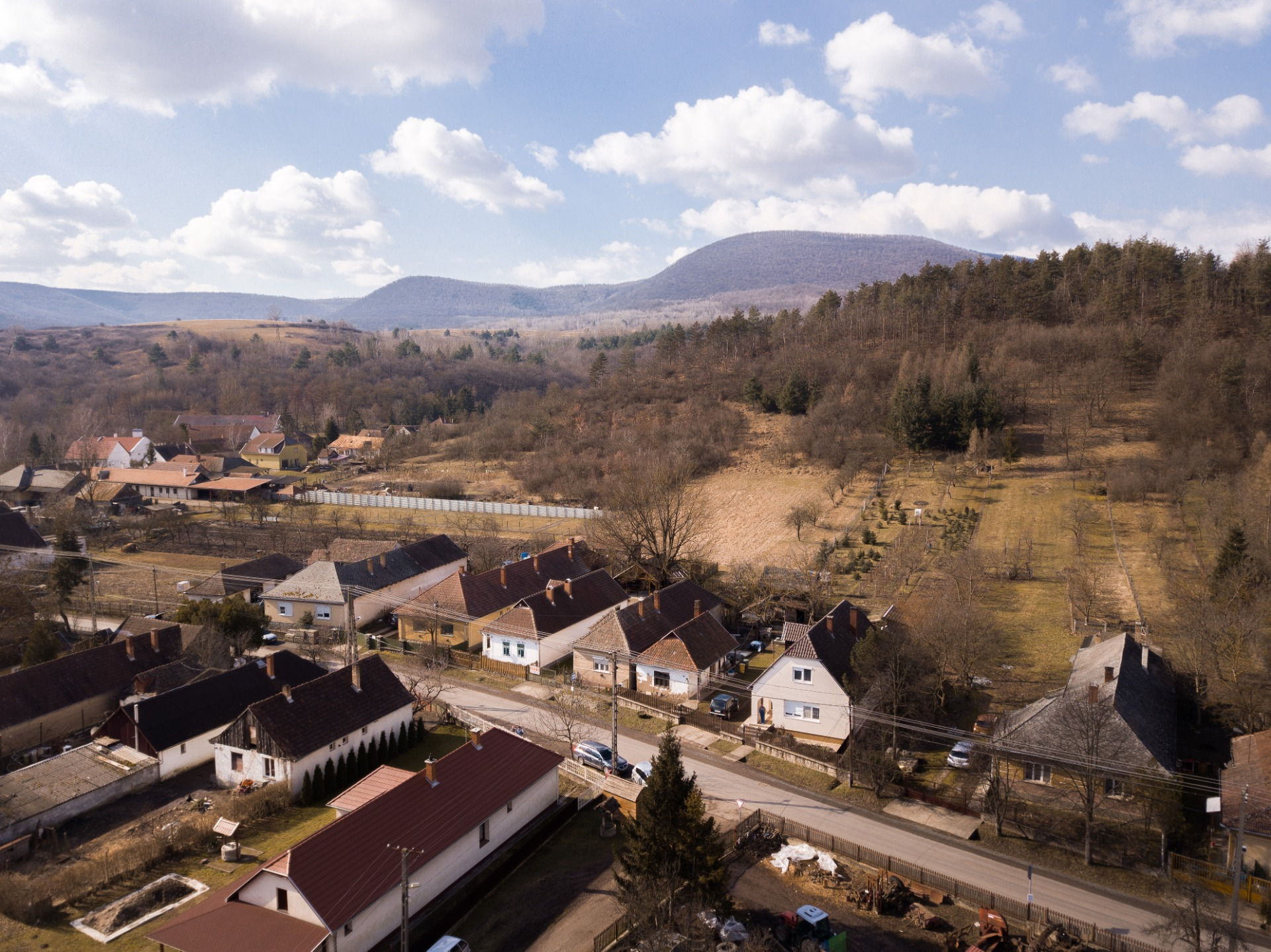
Erdőhorváti látkép

- Római katolikus temploma - 1787-ben épült, a régi fatemploma helyére.
- Református temploma - 1789-ben készült el.
- Erdőhorváti perec,[16][17]
- Északkeleti határszéle közelében (Komlóskához jóval közelebb, de nagyobbrészt Erdőhorvátihoz tartozó területen) találhatók a 14. századi Solymos várának romjai.
- Pál-kút forrás - Erdőhorváti és Óhuta közötti Huta-völgyben
- Erdőhorváti Tűzoltó Torony
- Sajgó Mátyás kovácsmester műhelye
- Tokaji Borvidék Világörökségi PincesorErdőhorváti kovácsműhely

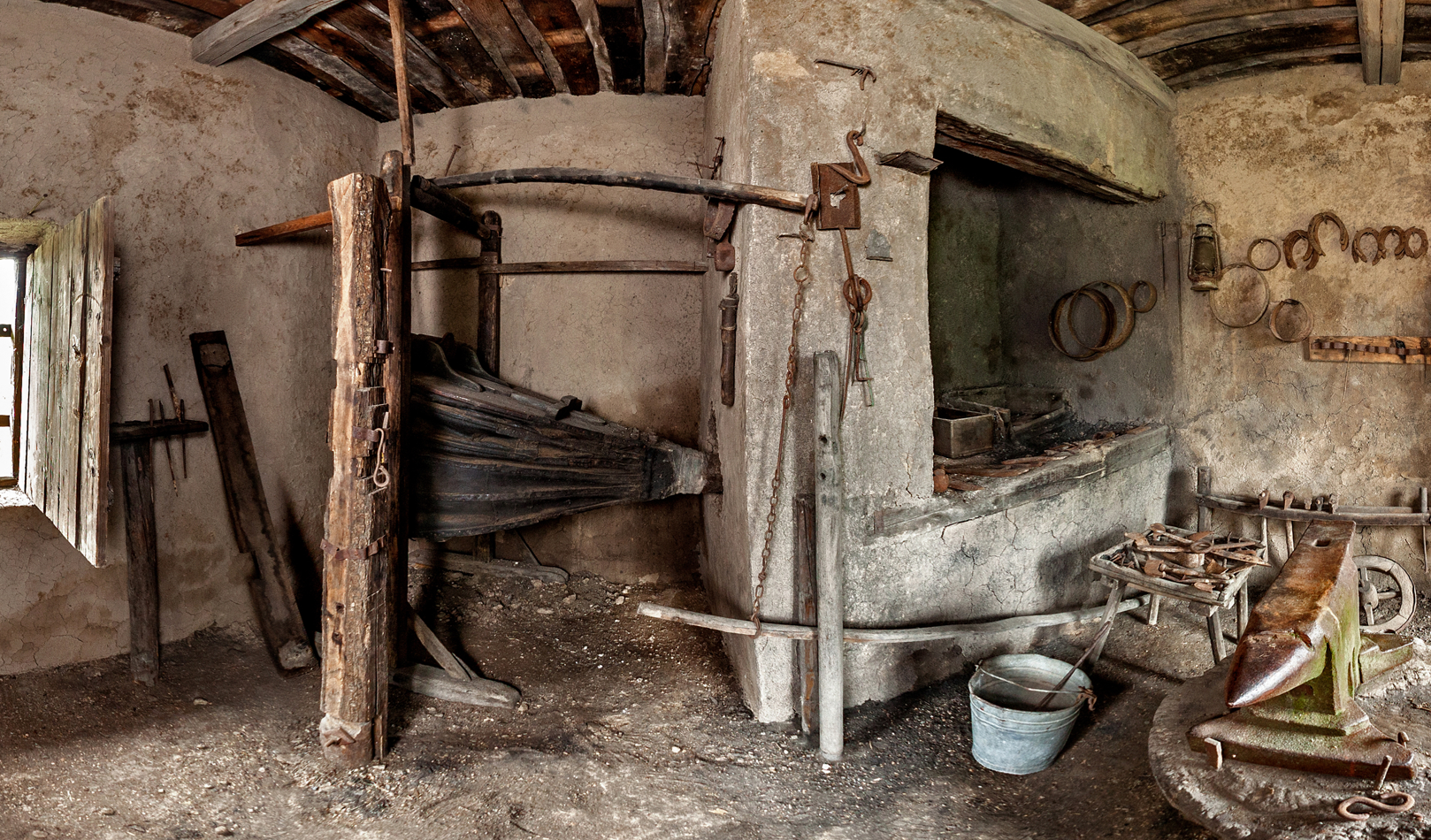
Erdőhorváti kovácsműhely

## Híres emberek
- Szásztóth Sándor magyar író, publicista születési helye
- Sándor József, üzletember, a FémAlk Zrt. alapítója és tulajdonosa születési helye
- Bognár Évi (Baby Évi), énekesnő, modell
- Bányai István református lelkész, egyházi író, kollégiumi tanár születési helye
- Somosi István református lelkész és főiskolai tanár tanulmányait Erdőhorvátiban végezte
- Köteles László magyar politikus, Komlóska polgármestere, BAZ Megyei Közgyűlés tagja tanulmányait Erdőhorvátiban végezte
- Szentgróthi Borsos József Zoltán építőmérnök, urbanista, egyetemi tanár, a műszaki tudományok doktora gyermekkorát töltötte Erdőhorvátiban

## Erdőhorváti perec
Az erdőhorváti perec története és hagyománya mélyen gyökerezik a magyar népi táplálkozásban, különleges gasztronómiai örökséget képviselve, amely ma már ritkaságszámba megy, de továbbra is fontos része a helyi kultúrának.
A település híresen gazdag gasztronómiai örökségével és különleges hagyományával kiemelkedik a helyi élelmiszerkultúrában. Az elmúlt évtizedekben a perec előállítása modernizálódott, nullás liszt felhasználásával, azonban hagyományosan mindig a legfinomabb fehér lisztből készítették. A lisztet a sütés előestéjén szitálták és kovászolták, bár a modern gyakorlatban ez már a sütés napján, hajnalban történik.
A perec készítése magában foglalja a tésztát keményre gyúrni, amíg az el nem válik a kéztől, majd maroknyi darabokra vágni és tenyérrel vékony csíkokká sodorni. A nyers pereceket forró vízbe vetik, ahol megkeményednek és feljönnek a víz tetejére, ezután kemencében sütik és kenderfonalra fűzik.

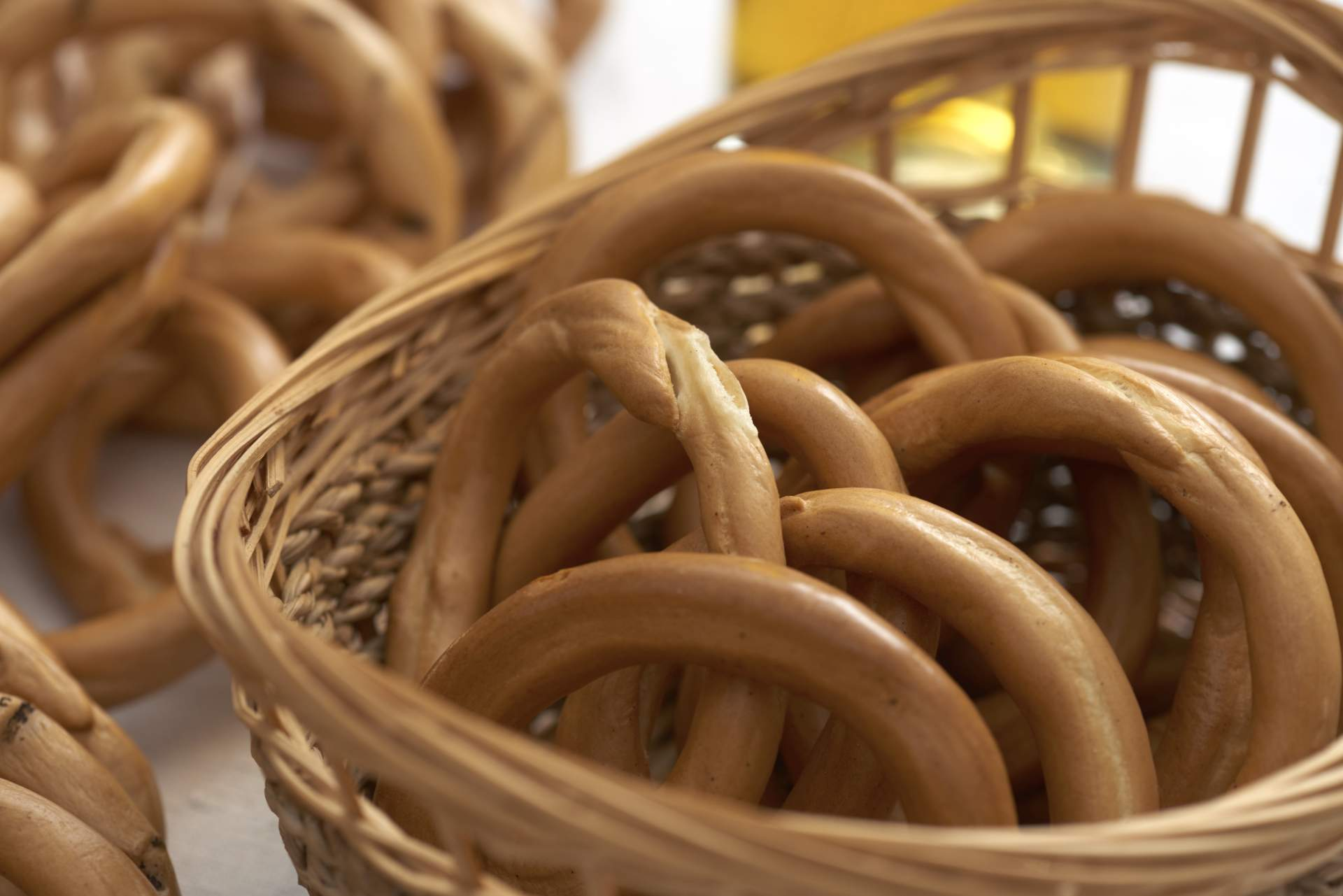
Erdőhorváti perec

Az erdőhorváti perecek két típusa ismert: a tojásos körülbelül 5 cm, míg a böjtös körülbelül 6 cm átmérőjű. A helyi hagyomány szerint a 20. század elején még nagyobb méretű pereceket sütöttek. A perec országosan ismert és népszerű, különösen a 20. században, amikor Erdőhorváti jelentős perecsütő központtá vált Tokaj-Hegyalján.
Az erdőhorváti perec ízében és formájában eltér a debreceni és a somogyi perecektől, és az 1930-as, 1940-es években kiszorította ezeket a forgalomból. A perec előállítása hagyományosan az erdőhorváti asszonyokhoz köthető, akik a környező településeken terjesztették a receptet.
Az 1940-50-es években körülbelül 15-20 asszony termelt piacra. A perec főként a gabona behordásának és cséplésének közös munkájához kapcsolódott. A kereslet egy része a Bodrogköz, Tokaj-Hegyalja és az abaúji Hegyköz görög katolikusainak böjtös időszakához kötődött. A perecet az 1950-60-as években még széles körben fogyasztották, de ma már kevésbé ismert és a helyi piacokra korlátozódik.

## Az ország karácsonyfája - 2010., 2011.
Erdőhorváti három hegyi patak, az Egres-patak, a Tolcsva-patak és a Kistolcsva-patak találkozik. Tavaszi nagyobb esőzések után a patakok rövid időre, de intenzíven megáradnak, és hirtelen megnövekedett vízhozammal hömpölyögnek a település utcáin, és károkat okozva az utakban, épületekben.
2010. tavaszán egymás után ötször árasztották el a falut a patakok, amely ebből következően súlyos károkat szenvedett. Azonban a közösség szívósan és összefogva dolgozott a helyreállításon, sokféle segítséget kapva állami és civil szervezetektől, egyházaktól és más településektől.
Erdőhorváti lakói, hálásan és szeretettel telve a kapott segítségért, úgy döntöttek, hogy egy különleges gesztussal fejezik ki köszönetüket: egy gyönyörű karácsonyfával ajándékozzák meg az Országházat. Ez a fenyő, amely 35 éves korában 16 méter magasra nőtt, az árvízkárok helyreállítása során mindenképp kivágásra került volna. Így azonban nemcsak a helyreállítás egyik akadálya hárult el, hanem Erdőhorváti egy kis darabot adhatott magából egész Magyarországnak is.
2011-ben ismét Erdőhorváti biztosította az Ország Karácsonyfáját, ez alkalommal egy 40 éves, 18 méter magas lucfenyővel, amit 15 ember és egy speciális daru segítségével vágtak ki a település központjából.

## Szentendrei Skanzen
A Szentendrei Szabadtéri Néprajzi Múzeum (Skanzen) területén található két épület Erdőhorváti régió kulturális és építészeti örökségét őrzi: az egyik az Erdőhorváti lakóház, a másik pedig az Erdőhorváti Módszertani Ház.

## Az ásványok birodalma
Erdőhorváti és annak környékbeli hegyvidéke kivételes ásványi gazdagsággal rendelkezik, amely a geológiai kutatások és ásványgyűjtés terén rendkívüli lehetőségeket kínál. A régió, amelyet az ásványgyűjtők és a kutatók egyaránt értékelnek, opál, obszidián, hematitkristályok, Vörös jáspis, ónix és kalcedon gazdag lelőhelyeként ismert. Ezek az ásványok együttesen ritkán fordulnak elő, ami Erdőhorvátit egyedülállóvá teszi az ásványtan szerelmesei számára.
A terület egyik legnagyobb ritkasága a tokaj-hegyaljai Vörös-obszidián, amely leginkább a település keleti részén található előhegyeken bukkan fel. Ennek az ásványnak a megjelenése és tulajdonságai nemcsak a szakemberek, hanem a laikus érdeklődők számára is izgalmat jelentenek.
E különleges geológiai jelenségekről bővebben olvashatunk Tóbiás Adrienn "Erdőhorváti – Az ásványok birodalma" című könyvében, amely részletesen tárgyalja a régió ásványkincseit, geológiai jellemzőit és azok tudományos, valamint kulturális jelentőségét. A mű igazi csemege azok számára, akik szeretnék mélyebben megismerni ezt a különleges és változatos ásványvilágot.